# Tachyporus quadriscopulatus
Tachyporus quadriscopulatus är en skalbaggsart som beskrevs av Pandellé 1869. Tachyporus quadriscopulatus ingår i släktet Tachyporus, och familjen kortvingar. Arten är reproducerande i Sverige.